# Чжанцзяцзе (національний лісовий парк)
29°19′39″ пн. ш. 110°24′58″ сх. д. / 29.3274° пн. ш. 110.416° сх. д.
Чжанцзяцзе (кит.: 张家界国家森林公园) — національний лісовий парк в міському окрузі Чжанцзяцзе, провінція Хунань, Китай.

## Опис
Парк розташований на мальовничій території Улін'юань, визнаної ЮНЕСКО об'єктом Всесвітньої спадщини. Часто плутанина виникає через те, що в парку є два входи: Улін'юань (він вважається головним) та Чжанцзяцзе (подібне найменування й у міста зі зручною транспортною розв'язкою).
Парк примітний великою кількістю піків-стовпів з пісковика і кварцу, наймальовничіший з них — «Колона Південне Небо» заввишки 1080 метрів, який в січні 2010 року офіційно був перейменований в «гора Аватар-Аллілуя» на честь відомого фільму «Аватар». Творці фільму заявили, що на створення в стрічці літаючих скель їх надихнули різні гори світу, в тому числі і ті, що знаходяться в парку Чжанцзяцзе. Всього в парку понад 3000 подібних геологічних утворень, а третина з них мають висоту понад 200 метрів. Найвища точка парку — гора Доупен заввишки 1890 метрів.
Взимку в парку волого, влітку прохолодно, середня температура взимку -10 °С, влітку -17 °С. Вважається, що повітря парку цілюще, особливо для гіпертоніків. На рік в середньому випадає 1400 мм опадів .
98 % площі парку покрито флорою. Тут ростуть 720 видів рослин з 102 родин. Найчастіше трапляються трояндові, бобові, злакові, айстрові і орхідні. У густих лісах парку живуть понад 149 видів хордових, в тому числі 28 занесених до Червоної книги країни, наприклад, золотий фазан, макака-резус, китайська велетенська саламандра, кабарга.
Парк умовно розділений на шість зон: близько двох третин площі займає гора Тяньцзи і її околиці, що відомі своїми густими хмарами і туманами; є «зона дикої природи», куди найчастіше направляються фотографи. Інша частина Національного лісного парку Чжанцзяцзе — заповідна територія Улін'юань. Тут є не менше цікавинок: печера Хуанлун (黄龙洞), печера Лунван (龙王洞), безліч етнічних парків, які з'являються в регіоні мало не щомісяця, озеро Баофен (宝峰湖), сплав по котрому супроводжується співом національної меншини туцзя (土家族) та коротким уроком з їхньої мови.
До послуг туристів безліч маленьких готелів, кілька маленьких кафе-ресторанів, безкоштовний автобус. У парку функціонує канатна дорога.
Біля міста Чжанцзяцзе є ще один національний лісовий заповідник, відомий горою Тяньмень (天门山, букв. «небесні ворота»). Тут регулярно відбуваються міжнародні змагання з польотів у вінгсьютах (спеціальний «костюм-крило»).

## Історія
Національний парк Чжанцзяцзе заснований в 1982 році, його площа тоді була визначена у 13 км²; він став першим національним лісовим парком в країні. У 1992 році парк, як частина території Улін'юань, був визнаний ЮНЕСКО об'єктом Всесвітньої спадщини. У 2001 році Міністерство землекористування і ресурсів Китаю присвоїло об'єкту статус «Національний лісовий геопарк піків з пісковика». У 2004 році ЮНЕСКО внесло парк в Глобальну мережу геопарків. Площа парку становить 479,15 км².
У 2015 році на екрани вийшов фільм «Полювання на монстра», основні зйомки якого пройшли в парку Чжанцзяцзе.

У 2016 році сюди завітало понад 61 мільйон туристів, а вже у 2018-му кількість відвідувачів парку досягла історичного рекорду

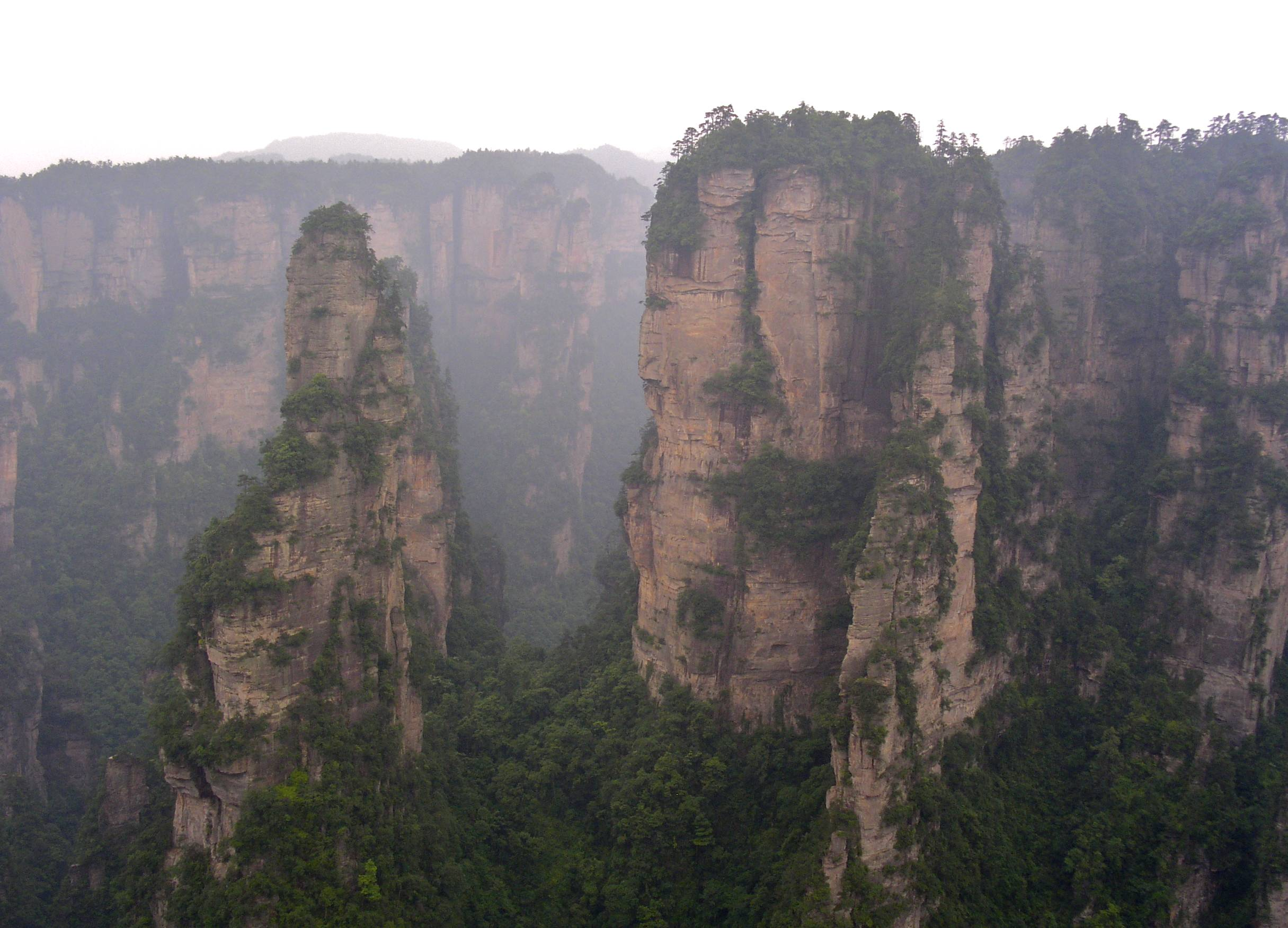
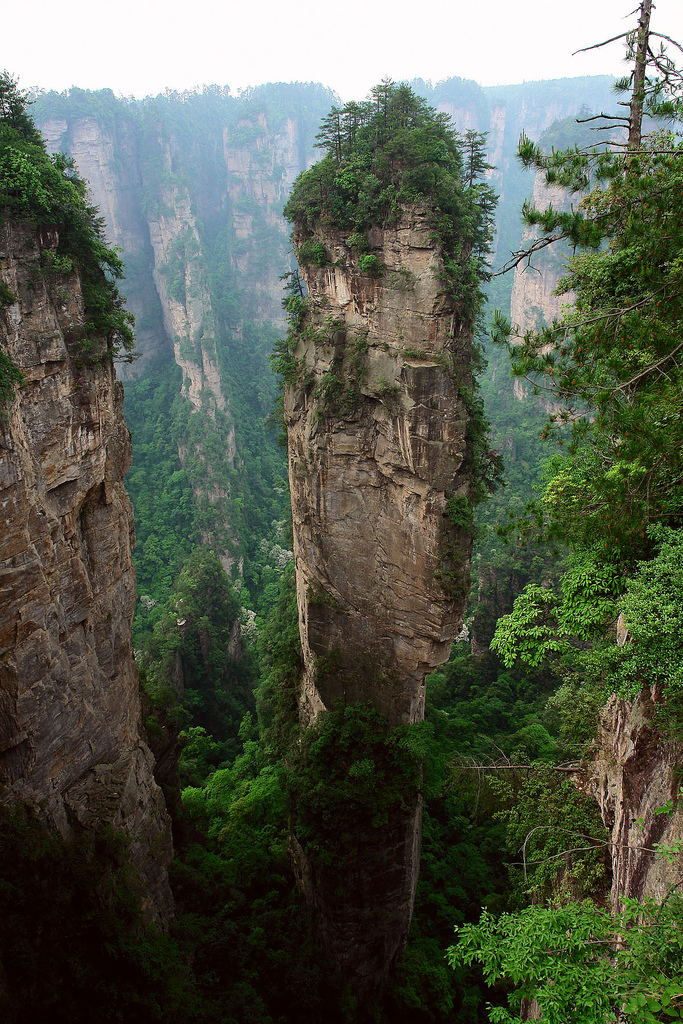
Гора Аватар-Аллілуя
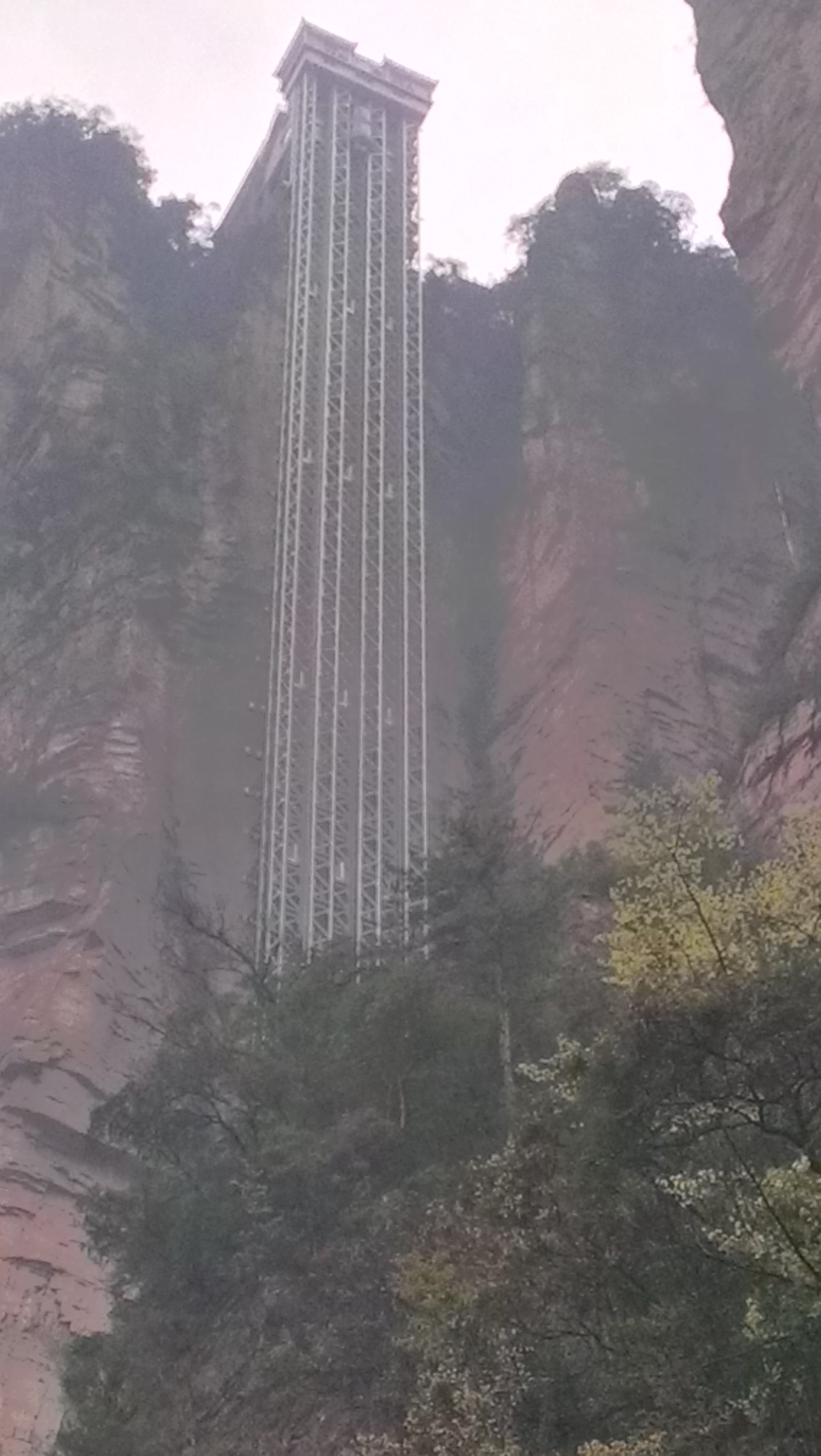
Ліфт Байлун — найвищий зовнішній ліфт у світі